# Sapușîne, Burîn
Sapușîne (în ucraineană Сапушине) este un sat în comuna Deakivka din raionul Burîn, regiunea Sumî, Ucraina.

## Demografie
Componența lingvistică a localității Sapușîne
     Ucraineană (90,63%)
     Belarusă (9,38%)
Conform recensământului din 2001, majoritatea populației localității Sapușîne era vorbitoare de ucraineană (90,63%), existând în minoritate și vorbitori de belarusă (9,38%).